# 川股重也
川股 重也（かわまた しげや、1931年 - ） 構造家。東北工業大学名誉教授。制振構造の先駆者的研究者。

## 経歴
山形県生まれ。旧制山形高校から、東北大学工学部建築学科に進学し、1955年 に2年休学を経て卒業。大学院進学。坪井善勝研究室所属。
1963年 東北大学大学院博士課程修了。1966年 東京大学生産技術研究所助教授。
1976年 東北工業大学工学部建築学科教授。1988年科学技術庁長官賞受賞。1998年度日本建築学会東北支部功労者表彰。
2002年 退任。2007年、山形工科短期大学校学校長就任（2011年まで）。
プレキャストコンクリート扁平梁及びその架設工法で特許登録。
著書に、シェル構造解析（コンピュータによる構造工学講座 / 日本鋼構造協会編、培風館　1974年）などがある。 
訳書に『構造設計データブック』 (ウリッキー (著)　新科学出版社、1977年)　有限要素法の基礎（Robert D. Cook 著、科学技術出版）などがある。 